# Hasenburger Bachtal
Das Hasenburger Bachtal ist ein Naturschutzgebiet in der niedersächsischen Stadt Lüneburg und den Gemeinden Reppenstedt, Kirchgellersen und Südergellersen in der Samtgemeinde Gellersen und der Gemeinde Embsen in der Samtgemeinde Ilmenau im Landkreis Lüneburg.
Das Naturschutzgebiet mit dem Kennzeichen NSG LÜ 281 ist 530 Hektar groß. Im Osten grenzt es an das Naturschutzgebiet „Lüneburger Ilmenauniederung mit Tiergarten“. Es ist vollständig Bestandteil des FFH-Gebietes „Ilmenau mit Nebenbächen“. Das Gebiet steht seit dem 13. Dezember 2007 unter Naturschutz. Zuständige untere Naturschutzbehörde ist der Landkreis Lüneburg.
Das Naturschutzgebiet liegt im Südwesten Lüneburgs. Es umfasst mehrere Bachläufe mit ihren Zuflüssen und Niederungen sowie angrenzende Talbereiche. Bei den Bachläufen handelt es sich um den Hasenburger Mühlenbach von seinem Oberlauf etwas unterhalb von Embsen bis zur Mündung in die Ilmenau in Lüneburg zwischen dem Lüneburger Stadtteil Bockelsberg und Deutsch Evern, den Südgellerser Bach ab der Unterquerung der Kreisstraße 10 als Verbindungsstraße zwischen Südergellersen und Embsen bis zur Mündung in den Hasenburger Mühlenbach südlich vom Südergellersener Ortsteil Heiligenthal sowie den Unterlauf des Osterbachs ab einer Straßenquerung bei Böhmsholz bis zur Mündung in den Hasenburger Mühlenbach nordöstlich von Heiligenthal.
Im Unterlauf des Hasenburger Mühlenbachs ab etwa Heiligenthal und des Lüneburger Stadtteils Oedeme ist das Bachtal Teil der Lüneburger Landwehr.
Die Bachniederungen sind durch die in Teilstrecken naturnahen, nicht ausgebauten Fließgewässer mit sie begleitenden, häufig feuchten bis nassen Wiesen und Weiden unterschiedlicher Nutzungsintensität sowie brachliegenden Flächen und Bruch- und Auwälder geprägt. Nur vereinzelt werden Flächen als Acker genutzt. In den Uferbereichen sind Röhrichte, Hochstaudenfluren, Rieder und Sümpfe zu finden. Bei Heiligenthal, Böhmsholz und in der Hasenburger Schweiz im Bereich des Oberlaufs des Hasenburger Mühlenbachs kommen naturnahe Buchen- und Eichenwälder mit zum Teil hohen Alt- und Totholzanteil vor. Vereinzelt sind naturnahe Stillgewässer zu finden. Bei Heiligenthal und Hasenburg befinden sich Mühlenwehre, die durch Umfluter umgangen werden.
Die Ausweisung zum Naturschutzgebiet hat die Erhaltung und naturnahe Entwicklung der Bäche mit ihren Niederungen und den angrenzenden Talräumen als Lebensraum für zum Teil gefährdete Tier- und Pflanzenarten zum Ziel. So sind hier Fischotter, Bachneunauge, Groppe, Kammmolch und Bachmuschel heimisch.
Die land- und forstwirtschaftliche Nutzung der entsprechenden Flächen ist ebenso wie die Fischerei unter Berücksichtigung des Naturschutzzwecks erlaubt. Das Naturschutzgebiet darf auf ausgewiesenen Wegen betreten werden und dient so der Naherholung.